# Строппа, Джованни
Джова́нни Стро́ппа (итал. Giovanni Stroppa; род. 24 января 1968, Мулаццано, Ломбардия) — итальянский футбольный тренер, в прошлом — футболист.

## Ранние годы
Джованни Строппа родился 24 января 1968 года в небольшом городке Мулаццано в провинции Лоди. Его родители были фермерами, а бабушка являлась сестрой президента миланского футбольного клуба «Интернационале» Иваноэ Фрайццоли. Футболом Джованни увлёкся в раннем возрасте, в девять лет вместе с братом Луиджи стал играть за детскую команду Мулаццано. В 1978 году его команда играла в финале Кубка Лоди, в котором Строппа забил важный пенальти. Через несколько месяцев после того матча Фрайцолли устроил для Джованни просмотр в «Интере», но команде юный футболист не подошёл. Тогда Строппа поступил в футбольную школу «Милана», главного соперника «Интера». Сам он был болельщиком туринского «Ювентуса», но перестал болеть за этот клуб после ухода из него Мишеля Платини.
В детской команде «Милана» Строппа играл вместе с Паоло Мальдини, первые годы выступал на позиции нападающего, позднее перешёл в центр полузащиты. В 12 лет Джованни устал от тренировок и решил уйти из команды, но уже через два дня вернулся обратно в «Милан». 5 августа 1984 года тренер первой команды Нильс Лидхольм впервые предоставил Строппе возможность сыграть за основной состав. 16-летний игрок тогда переживал недавнюю смерть отца, но всё равно вышел на замену в товарищеском матче с любительской командой из Брунико в рамках предсезонного сбора и отметился забитым голом. В сезоне Джованни продолжил выступать за клубную команду игроков до 18 лет под руководством Итало Гальбьяти, вместе с ней выиграл международный турнир в Васкеале и турнир Гросси-Мореры, став его лучшим бомбардиром. Летом 1985 года Строппа был переведён в примаверу «Милана» к тренеру Фабио Капелло, параллельно он продолжал привлекаться Лидхольмом в первую команду на товарищеские матчи. Вместе с примаверой в 1986 году Строппа стал бронзовым призёром Турнира Виареджо, а также выиграл Турнир Калигари.
В 1986 году Строппа, которому исполнилось 18 лет, вместе с первой командой «Милана» участвовал в предсезонном турне, а 20 августа сыграл на «Камп Ноу» в матче с английским «Тоттенхэм Хотспур» в рамках Кубка Жоана Гампера. Однако закрепиться в основном составе «Милана» у молодого игрока не получалось. В сезоне 1986/87 Джованни вновь выступал за примаверу, был её капитаном в розыгрыше Турнира Виареджо, где на этот раз его команда выбыла на стадии 1/4 финала.

## Игровая карьера

### «Монца»
При тренере Лидхольме Строппа не получал возможностей сыграть за основной состав «Милана» в официальных матчах, поэтому в августе 1987 года клуб отдал его в аренду дружественной «Монце», в то время выступавшей в Серии C1 (третий дивизион Италии). В «Монце» в то время собрался крепкий состав, в котором выделялись перспективный нападающий Пьерлуиджи Казираги, защитник Массимо Бриоски, опытный полузащитник Фульвио Саини. Тренировал команду Пьерлуиджи Фросио, не имевший значительного тренерского опыта. Дебют Строппа в профессиональном футболе состоялся 20 сентября 1987 года в матче «Монцы» с командой «Вис Песаро», который завершился нулевой ничьей. Строппе на тот момент было 19 лет. Несмотря на юный возраст он сразу же стал одним из ключевых игроков команды и в первом сезоне, приняв участие во всех 34 матчах, помог ей выйти в Серию B, а также выиграть Кубок Серии C. В феврале 1988 года Строппа на две недели вернулся в распоряжение «Милана», чтобы в составе примаверы сыграть в своём третьем Турнире Виареджо, где его клуб на этот раз занял четвёртое место.
Строппа остался в «Монце» и на сезон 1988/89. Президент команды Валентино Джамбелли строил большие планы и не спешил расставаться с ведущими игроками. Состав пополнил ещё один перспективный нападающий Маурицио Ганц. 28 августа 1988 года «Монца» сотворила маленькую сенсацию, обыграв в Кубке Италии выступавшую в лиге классом выше «Рому» под руководством Нильса Лидхольма. В этом матче Строппа вышел на замену, но в чемпионате оставался основным игроком и принял участие в 37 из 38 матчей своей команды в Серии B. После окончания сезона 1988/89 «Монца» потеряла Строппу, Казираги и Ганца, через год вылетела в Серию C1.

### «Милан»
В июне 1989 года Строппа вернулся в «Милан». Команду в это время тренировал Арриго Сакки, в завершившемся сезоне приведший её к победе в Кубке европейских чемпионов. 22 июня Сакки выпустил Джованни на поле во втором тайме товарищеского матча со сборной Бразилии. 23 августа Строппа провёл свой первый официальный матч за «Милан», отыграв всю игру с «Пармой» в Кубке Италии и забив один из послематчевых пенальти. 27 августа он дебютировал в Серии A, вновь выйдя в стартовом составе миланского клуба на матч с «Чезеной». На 7-й минуте этой игры Джованни отметился забитым голом, поразив ворота ударом с тридцати метров. Через две недели, 13 сентября, Строппа дебютировал уже в Кубке европейских чемпионов, в матче с финским клубом ХИК, и снова отличился забитым голом в дебютном матче. Своей яркой игрой за «Милан» Строппа заслужил вызов в молодёжную сборную Италии, которую тренировал Чезаре Мальдини. 25 октября Джованни дебютировал в матче со сверстниками из Швейцарии, а 14 ноября забил первый гол за молодёжную сборную в матче с командой Англии. 7 декабря 1989 года Строппа выиграл свой первый трофей на взрослом уровне, когда «Милан» обыграл «Барселону» в Суперкубке УЕФА, а 17 декабря команда обыграла бразильский «Интернасьонал» в матче за Межконтинентальный кубок.
В сезоне 1989/90 Строппа помог «Милану» выиграть Кубок европейских чемпионов. Он принял участие в обоих полуфинальных матчах с мюнхенской «Баварией», но пропустил победный финал с португальской «Бенфикой». В чемпионате Италии миланский клуб занял второе место, лишь на два очка уступив «Наполи». В сезоне 1990/91 «Милан» продолжил побеждать в международных турнирах. В Суперкубке УЕФА была обыграна «Сампдория», а 9 декабря 1990 года в матче за Межконтинентальный кубок со счётом 3:0 была разгромлена парагвайская «Олимпия». Строппа стал одним из героев этого матча, забив второй гол. В национальном чемпионате «Милан» вновь был вторым, проиграв чемпионский титул «Сампдории», а в Кубке европейских чемпионов на этот раз не смог пройти «Марсель» в 1/4 финала.

### «Лацио» и «Фоджа»
Летом 1991 года Строппа перешёл в «Лацио». Римский клуб заплатил за него 2,8 млрд лир. Новичок сразу вписался в команду Дино Дзоффа и стал играть на позиции правого полузащитника. Его дебют за «Лацио» состоялся 1 сентября 1991 года в матче с «Пармой». 5 января 1992 года в матче с «Фоджей» Строппа забил свой первый гол в римском клубе. В сезоне 1991/1992 он сыграл 30 матчей в Серии A и отличился четырьмя забитыми голами. В следующем сезоне Джованни стал играть гораздо реже, поскольку тренер предпочитал ему немца Томаса Долля. Недовольный своим положением в команде Строппа отправился к владельцу «Лацио» Серджо Краньотти и попросил отпустить его в другой клуб, где он мог бы стабильно играть.
Летом 1993 года Краньотти отпустил Строппу в «Фоджу», которую тренировал Зденек Земан. По словам Джованни, ни один другой тренер не доверял ему так, как Земан. Сезон 1993/1994 стал лучшим в карьере Строппы. Он играл регулярно и был одним из ключевых игроков команды, забив восемь голов в Серии A. Своей игрой за «Фоджу» он убедил Арриго Сакки, который уже тренировал национальную сборную Италии, взять его в национальную команду. 13 октября 1993 года в Риме Строппа дебютировал в составе итальянской сборной в матче с командой Шотландии. При Сакки он сыграл ещё в трёх матчах, числился в расширенном списке из 32 кандидатов в сборную на чемпионат мира 1994 года, но в окончательную заявку не попал. После 1994 года Джованни больше в сборную не приглашали.

### Возвращение в «Милан», «Удинезе», «Пьяченца»
Летом 1994 года Строппа вернулся в «Милан», который возглавил работавший с ним в примавере Фабио Капелло. Возвращение началось с получения новых трофеев — Суперкубка Италии и третьего для Джованни Суперкубка УЕФА. Однако этими двумя победами достижения в сезоне 1994/95 и ограничились. В декабре «Милан» проиграл аргентинскому «Велес Сарсфилд» в Межконтинентальном кубке, а в мае 1995 года проиграл в финале Лиги чемпионов амстердамскому «Аяксу». Строппа за сезон сыграл 28 матчей и забил 5 голов, и около трёх месяцев пропустил из-за астматического бронхита. Свой последний матч за «Милан» он провёл 7 мая 1995 года против своего бывшего клуба «Фоджа». Когда Милан в летнее межсезонье 1995 года усилил атаку Джорджем Веа и Роберто Баджо, Строппа понял, что ему в этот составе место не найдётся, и решил уйти туда, где будет стабильно играть.
Следующим клубом в карьере Строппы стал «Удинезе», где он рассчитывал повторить успех времён «Фоджи». Команду тренировал Альберто Дзакерони. 25 июля 1995 года, незадолго до начала сезона, Строппа на своём автомобиле BMW попал в серьёзную аварию в Теоре. Ему наложили тридцать швов, но серьёзных травм удалось избежать, так что к матчу первого тура Серии A 27 августа с «Кальяри» Строппа успел восстановиться и даже отдал голевую передачу на Оливера Бирхоффа, забившего победный гол. В целом же сезон 1995/96 выдался неудачным, Джованни сыграл 34 матча, в которых лишь раз отличился голом, а его команда заняла 11-е место в чемпионате Италии.
В первом матче сезона 1996/97 с миланским «Интером» Строппа получил серьёзную травму. Защитник миланцев Сальваторе Фрези атаковал Джованни прямой ногой и сломал ему малоберцовую кость. Эпизод даже разбирался прокуратурой из-за подозрений, что Фрези нанёс травму намеренно. Строппа смог восстановиться к декабрю и вернуться в состав, но вскоре Дзаккерони перестроил игру команды на схему 3-4-3, в которой Джованни уже не находилось места. Единственным ярким моментом второго сезона в «Удинезе» для него стал гол со штрафного, забитый в ворота «Милана».
В 1997 году Строппа перешёл в «Пьяченцу», где получил 10-й игровой номер. В первый сезон в команде он получил несколько травм и не мог найти свою игру, лишь раз отличившись забитым голом, в кубковом матче с «Интером». Во втором сезоне Строппа снова стал показывать прежний высокий уровень и помог «Пьяченце» сохранить место в Серии A. В первом матче сезона 1999/00 Строппа отличился голом в ворота «Ромы», но затем и у него, и у клуба случился игровой кризис. 16 января Джованни сыграл свой последний матч за «Пьяченцу», который стал для него последним в Серии A. Команда вскоре опустилась на дно турнирной таблицы и по итогам сезона вылетела в Серию B.

### Поздняя карьера
В зимнее трансферное окно сезона 1999/00 Строппа перешёл в «Брешиа», где тренер Недо Сонетти ставил его в основной состав в каждом матче. Команда выступала в Серии B, но имела довольно крепкий состав, в котором выделялись Филиппо Галли, Дарио Убнер, Эмилиано Бонаццоли и Витторио Меро. За остаток сезона Строппа провёл 17 матчей, в которых отличился четырьмя забитыми голами. Причём три гола он забил в марте 2000 года в трёх подряд матчах: с «Пистойезе», «Монцей» и «Тернаной». Команде удалось подняться по итогам сезона в Серию A, но Строппа с ней туда не отправился, вновь сменив клуб летом 2000 года.
Строппа заключил контракт с «Дженоа», также выступавшей в Серии B. Он хорошо показал себя на предсезонных сборах, в товарищеском матче с командой из Димаро забив гол и отдав пять голевых передач за 45 минут игрового времени. Сезон он провёл на высоком уровне, пропустив лишь один из 38 матчей чемпионата, несмотря на то, что в команде за это время сменилось пять тренеров. Но в сезоне 2001/02 он всё реже попадал в состав, сыграв лишь 23 матча в чемпионате, а после завершения сезона покинул «Дженоа».
Летом 2002 года Строппу приглашали к себе его бывшие тренеры: Сонетти в «Кальяри», Земан — в «Салернитану», а также его приглашала «Пескара», но после просмотров во всех клубах до подписания контракта дело не дошло. В октябре Джованни возобновил карьеру в клубе Серии C1 «Альцано-Вирескит», который базировался всего в нескольких километрах от его дома. 13 октября Строппа дебютировал в Серии C1 в матче с «Читтаделлой» и уже в дебюте отличился забитым голом. Несмотря на высокий уровень игры Джованни по итогам сезона его команда заняла предпоследнее место и после поражения в стыковых матчах вылетела.
Летом 2003 года Строппа вернулся в Серию B, заключив контракт с «Авеллино», где в это время работал Земан. Он демонстрировал хороший уровень игры, сыграл 33 матча и отметился красивым дальним голом в матче с «Палермо», но в итоге клуб не смог удержаться в Серии B. В 2004 году Строппа вернулся в «Фоджу», игравшую уже в Серии C1. Там он почти не проявил себя, из-за частых травм лишь 9 раз появившись на поле и забив один гол. К тому же в конце сезона у клуба начались финансовые проблемы, игрокам не выплачивались зарплаты. В 37 лет Джованни перешёл в свой последний клуб, которым стал «Кьяри» из Серии D, где играл его бывший партнёр Дарио Убнер. В команду были вложены серьёзные средства, руководство стремилось вывести «Кьяри» в более высокую лигу. Сезон начался хорошо, Строппа вновь забил в дебютном матче за новый клуб, который быстро возглавил турнирную таблицу. Но уже в сентябре 2005 года владелец «Кьяри» Франко Берарди был обвинён в отмывании денег, после чего финансирование сократилось и в команде начался серьёзный спад. Свою последнюю игру Строппа провёл 23 октября 2005 года, в ней его команда уступила «Джавено» со счётом 2:3. После этого Джованни покинул «Кьяри» и завершил игровую карьеру.

## Тренерская карьера
В 2007 году Джованни Строппа был назначен главным тренером примаверы «Милана». А уже в сезоне 2009/10 Строппа выиграл первый титул — Кубок Италии среди молодёжных команд, победив в финальном матче «Палермо». Это очень хорошее достижение, так как примавера «Милана» не выигрывала подобных турниров 25 лет.
В сезоне 2011/12 работал с клубом «Зюйдтироль» в серии С1, приведя команду к 7 месту в таблице.
В июне 2012 возглавил «Пескару» вместо ушедшего в «Рому» Зденека Земана.
20 июня 2018 года Строппа был назначен главным тренером клуба Серии B «Кротоне». 29 октября, после ничьей с «Салернитаной», он был отправлен в отставку. На тот момент команда занимала 11-е место в турнирной таблице. Сменившему Строппу на должности тренера Массимо Оддо не удалось улучшить результаты «Кротоне», и уже 28 декабря Строппа вернулся на тренерский пост.

## Статистика

### Клубная статистика
| Выступление      | Выступление      | Выступление      | Лига | Лига | Кубок | Кубок | Еврокубки | Еврокубки | Прочие | Прочие | Итого | Итого |
| Клуб             | Лига             | Сезон            | Игры | Голы | Игры  | Голы  | Игры      | Голы      | Игры   | Голы   | Игры  | Голы  |
| ---------------- | ---------------- | ---------------- | ---- | ---- | ----- | ----- | --------- | --------- | ------ | ------ | ----- | ----- |
| Монца            | III              | 1987/88          | 34   | 2    | 0     | 0     | —         | —         | —      | —      | 34    | 2     |
| Монца            | II               | 1988/89          | 37   | 3    | 6     | 0     | —         | —         | —      | —      | 43    | 3     |
| Монца            | Итого            | Итого            | 71   | 5    | 6     | 0     | —         | —         | —      | —      | 77    | 5     |
| Милан            | I                | 1989/90          | 17   | 2    | 7     | 0     | 5         | 1         | 1      | 0      | 30    | 3     |
| Милан            | I                | 1990/91          | 18   | 0    | 7     | 0     | 0         | 0         | 2      | 1      | 27    | 1     |
| Милан            | Итого            | Итого            | 35   | 2    | 14    | 0     | 5         | 1         | 3      | 1      | 57    | 4     |
| Лацио            | I                | 1991/92          | 30   | 4    | 3     | 1     | —         | —         | —      | —      | 33    | 5     |
| Лацио            | I                | 1992/93          | 20   | 1    | 5     | 0     | —         | —         | —      | —      | 25    | 1     |
| Лацио            | Итого            | Итого            | 50   | 5    | 8     | 1     | —         | —         | —      | —      | 58    | 6     |
| Фоджа            | I                | 1993/94          | 30   | 8    | 4     | 3     | —         | —         | —      | —      | 34    | 11    |
| Милан            | I                | 1994/95          | 19   | 3    | 2     | 1     | 7         | 1         | 0      | 0      | 28    | 5     |
| Милан            | Всего за «Милан» | Всего за «Милан» | 54   | 5    | 16    | 1     | 12        | 2         | 3      | 1      | 85    | 9     |
| Удинезе          | I                | 1995/96          | 32   | 1    | 2     | 0     | —         | —         | —      | —      | 34    | 1     |
| Удинезе          | I                | 1996/97          | 14   | 2    | 1     | 0     | —         | —         | —      | —      | 15    | 2     |
| Удинезе          | Итого            | Итого            | 46   | 3    | 3     | 0     | —         | —         | —      | —      | 49    | 3     |
| Пьяченца         | I                | 1997/98          | 20   | 0    | 3     | 1     | —         | —         | —      | —      | 23    | 1     |
| Пьяченца         | I                | 1998/99          | 30   | 2    | 2     | 1     | —         | —         | —      | —      | 32    | 3     |
| Пьяченца         | I                | 1999/00          | 13   | 1    | 4     | 0     | —         | —         | —      | —      | 17    | 1     |
| Пьяченца         | Итого            | Итого            | 63   | 3    | 9     | 2     | —         | —         | —      | —      | 72    | 5     |
| Брешиа           | II               | 1999/00          | 17   | 4    | —     | —     | —         | —         | —      | —      | 17    | 4     |
| Дженоа           | II               | 2000/01          | 37   | 2    | 3     | 0     | —         | —         | —      | —      | 40    | 2     |
| Дженоа           | II               | 2001/02          | 23   | 3    | 2     | 0     | —         | —         | —      | —      | 25    | 3     |
| Дженоа           | Итого            | Итого            | 60   | 5    | 5     | 0     | —         | —         | —      | —      | 65    | 5     |
| Альцано-Вирескит | III              | 2002/03          | 25   | 5    | 0     | 0     | —         | —         | 2      | 0      | 27    | 5     |
| Авеллино         | II               | 2003/04          | 33   | 1    | 0     | 0     | —         | —         | —      | —      | 33    | 1     |
| Фоджа            | III              | 2004/05          | 9    | 1    | 0     | 0     | —         | —         | —      | —      | 9     | 1     |
| Фоджа            | Всего за «Фоджу» | Всего за «Фоджу» | 39   | 9    | 4     | 3     | —         | —         | —      | —      | 43    | 12    |
| Кьяри            | V                | 2005/06          | 7    | 2    | 0     | 0     | —         | —         | —      | —      | 7     | 2     |
| Всего за карьеру | Всего за карьеру | Всего за карьеру | 465  | 47   | 51    | 7     | 12        | 2         | 5      | 1      | 533   | 57    |

1. ↑  Суперкубок УЕФА, Межконтинентальный кубок, плей-офф Серии C

### Матчи за сборную
| № | Дата            | Оппонент   | Счёт | Голы | Соревнование              |
| - | --------------- | ---------- | ---- | ---- | ------------------------- |
| 1 | 13 октября 1993 | Шотландия  | 3:1  | —    | Отборочный турнир ЧМ-1994 |
| 2 | 17 ноября 1993  | Португалия | 1:0  | —    | Отборочный турнир ЧМ-1994 |
| 3 | 16 февраля 1994 | Франция    | 0:1  | —    | Товарищеский матч         |
| 4 | 23 марта 1994   | Германия   | 1:2  | —    | Товарищеский матч         |

Итого: 4 матча / 0 голов; 2 победы, 0 ничьих, 2 поражения.

## Достижения
Как игрок
- Обладатель Кубка европейских чемпионов: 1989/90
- Обладатель Суперкубка УЕФА (3): 1989, 1990, 1994
- Обладатель Межконтинентального кубка (2): 1989, 1990
- Обладатель Суперкубка Италии: 1994
- Обладатель Кубка Серии C: 1987/88
- Обладатель Кубка Италии среди примавер: 1984/85

Как тренер
- Победитель Профессиональной лиги: 2016/17
- Обладатель Суперкубка Профессиональной лиги: 2017
- Обладатель Кубка Италии среди примавер: 2009/10
- Приз «Золотая скамья» тренеру года в Профессиональной лиге: 2016/17